# Jamyang Mönlam
Jamyang Mönlam (1750 - 1814) was een Tibetaans geestelijke.
Hij was de zevenenzestigste Ganden tripa gedurende drie maanden in 1814 en daarmee de hoofdabt van het klooster Ganden en hoogste geestelijke van de gelugtraditie in het Tibetaans boeddhisme.
Jamyang Mönlam werd geboren in 1750 in Chingpuk nabij Ganden Dargyeling in Kham.  
Op jonge leeftijd werd hij toegelaten tot het Ganden Dargyeling klooster en legde de geloften van upāsaka, novice en eerste ordinatie af tegenover Duldzin Gelsang Namgyel, waarbij hij de naam Jamyang Mönlam ontving. Hij startte met een basisopleiding in de kloosterschool en leerde lezen, schrijven en gebeden opzeggen.
In 1766 trok Jamyang Mönlam op 17-jarige leeftijd naar Lhasa en liet zich inschrijven bij het Loseling-college van het Drepungklooster. Hij studeerde logica en de vijf belangrijkste Geshe-onderwerpen van het Gelug curriculum, onder leiding van Trehor Lobsang Geleg.
Tot zijn leraren behoorden onder andere Yeshe Gyaltsen (1713-1793), de oprichter van het Tsechokling klooster bij Lhasa; de zesde Chakra Tulku, Ngawang Trinle Pälsang (1730-1794); en Ngawang Tsültrim (Tsemönling Rinpoche) (1721-1791) die later de 61e Ganden tripa zou worden. Onder deze leermeesters studeerde hij Gelug-klassiekers zoals de werken van Tsongkhapa en diens volgelingen, en geschriften van de Kangyur.
Hij bracht een bezoek aan Tashilhunpo en ontving de volledige monnikswijding van de 6e Pänchen lama, Lobsang Pälden Yeshe (1738-1780). Jamyang Mönlam deed het Geshe-examen in de hoogste Lharampa-graad tijdens het jaarlijkse Mönlam-gebedsfestival en slaagde als beste.
Het jaar daarop ging hij naar het Gyuto-college voor tantrastudie. Na deze studie werd hij aan het Gyuto benoemd tot abt.
In 1794 begeleidde hij Trichen Gendun Tsültrim, die later de 65e Ganden tripa zou worden, naar het hof van keizer Qianlong in Peking. Hij deed dienst als lama bij enkele religieuze instituten, onder andere in het Yonghegong-klooster in Peking, en werd daarna abt van het Putuo Zongcheng tempelcomplex in het huidige Chengde.
Na terugkeer naar Tibet werd Jamyang Mönlam abt van het Shartse college bij het Gandenklooster. In deze periode ging hij nogmaals naar Peking en gaf onderricht aan het keizerlijk paleis. Ook bezocht hij vanuit Peking een aantal kloosters in Mongolië waar hij onderwijs gaf en diverse religieuze activiteiten uitvoerde.  
Terug in Tibet werd hij in 1814, op de leeftijd van 65 jaar, benoemd tot 67e Ganden tripa. Hij diende slechts korte tijd omdat hij drie maanden later overleed.